# Honigbuck
Der Honigbuck (Hunnenbuck) ist ein Hügel (228,9 m ü. NHN) und der Name eines Naturschutzgebiets im Naturraum Freiburger Bucht in Baden-Württemberg.

## Geographie
Der Hügel liegt auf dem Gebiet und Gemarkung des Freiburger Stadtteils Sankt Georgen im Naturraum Freiburger Bucht in Baden-Württemberg. Das Gebiet erstreckt sich nach Südosten mit einer Ausdehnung von 350 m auf 150 m. Es grenzt unmittelbar südlich an die nach Opfingen führende Kreisstraße K 9853. Das Naturschutzgebiet Freiburger Rieselfeld liegt unmittelbar nördlich.

## Steckbrief
Der Honigbuck wurde per Verordnung am 10. Dezember 1963 als Naturschutzgebiet ausgewiesen und wird unter der Schutzgebietsnummer 3.066 beim Regierungspräsidium Freiburg geführt. Es hat eine Fläche von 7,5 Hektar und ist in die IUCN-Kategorie IV, ein Biotop- und Artenschutzgebiet, eingeordnet. Die WDPA-ID lautet 81932 und entspricht dem europäischen CDDA-Code und der EUNIS-Nr.

## Geologie
Der bewaldete, rund 13 Meter hohe Honigbuck entstand geologisch wie der Tuniberg, der Nimberg mit dem Marchhügel und der Lehener Berg als inselartige Bruchscholle durch das Absinken des Oberrheingrabens. Er besteht aus Hauptrogenstein-Formation, einer Untergliederung des Braunen Juras mit einem Kalkrücken, der mit einer Deckschicht aus Löss überzogen wurde.
Der geologische Hintergrund zeigt, dass der im Volksmund gebräuchliche Name Hunnenbuck aus der falschen Annahme herrührt, dass es sich bei diesem Hügel um eine künstliche Aufschüttung (z. B. Grabhügel) handele.

## Flora und Fauna

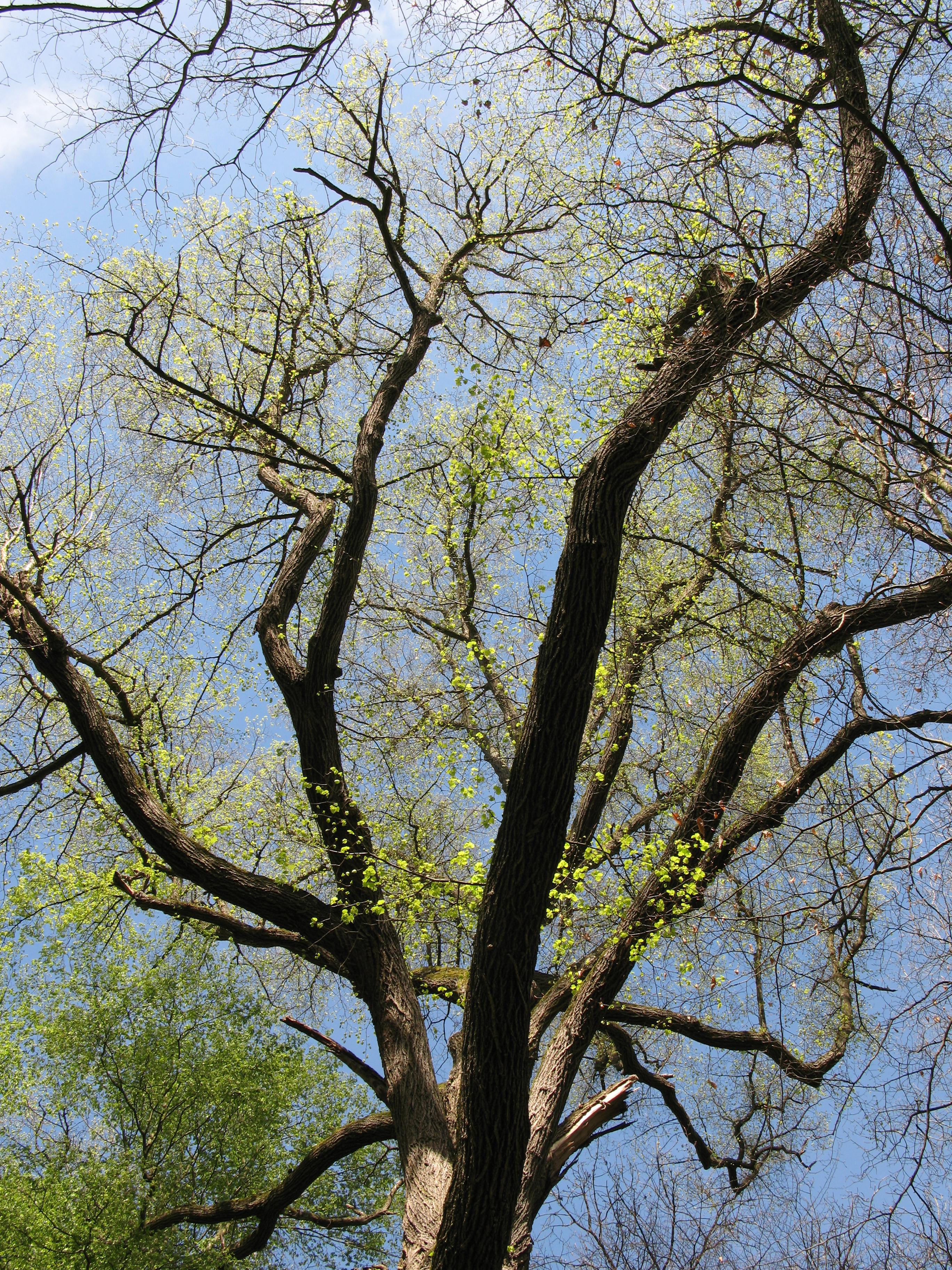
Winterlinde

Im Mooswald variiert das Vorkommen der einzelnen Laubbaumarten, je nach Standort und abhängig von Böden und deren Feuchtigkeit, Nässe und Trockenheit. Auf dem Honigbuck ergibt sich auf Grund der geologischen Besonderheit mit seinem Kalkboden ein anderes Bild. Fast jede Laubbaumart ist hier vertreten, insgesamt sind es 11 Arten. Hervorzuheben sind hier die hochaufgeschossenen Winterlinden, welche durch den hohen Zuckerwert hervorragende Nektarquellen für Bienen zur Blütezeit sind und deshalb namensgebend für den Buck waren. Ebenso bemerkenswert sind die an diesem Standort die Stieleichen und die Hainbuchen. Es kommen alle drei einheimische Ahornarten wie der Feldahorn (Acer campestre), der Spitzahorn (Acer platanoides) und der Berg-Ahorn (Acer pseudoplatanus) vor, sowie Eschen, Buchen und Feldulmen. Im Mooswald steht als größte Besonderheit am Honigbuck eine der mächtigsten Flatterulmen. Das Eschentriebsterben befällt den ganzen Mooswald und somit auch den Honigbuck wo seit 2020 zahlreiche Eschen umgestürzt sind, die das Forstamt liegen lässt.
In der Strauchschicht sind u. a. erwähnenswert der Rote Hartriegel, der Liguster, das Pfaffenhütchen und der Weißdorn. Durch den kalkhaltigen Boden gedeihen hier zahlreiche Frühjahrsblüher, wie z. B. der unter der Bundesartenschutzverordnung als besonders geschützt stehende Märzenbecher, die in den Wäldern am südlichen Oberrhein nur noch selten anzutreffende Blausterne und der Aronstab, außerdem der Bärlauch. Die Weiße Waldhyazinthe aus der Familie der Orchideengewächse, das Große Zweiblatt, der Violette Dingel und der Türkenbund sind ebenfalls vertreten.

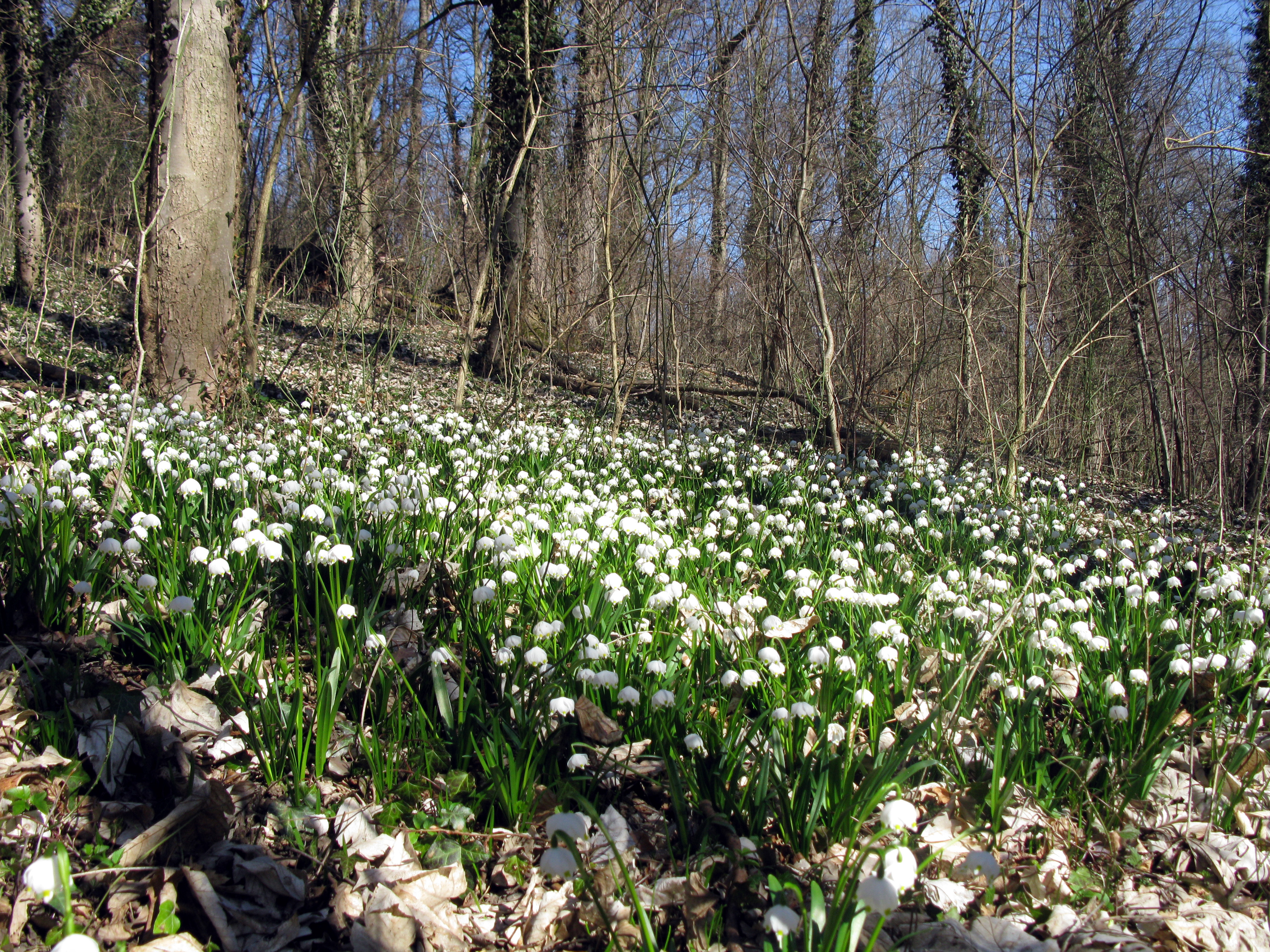
Märzenbecher
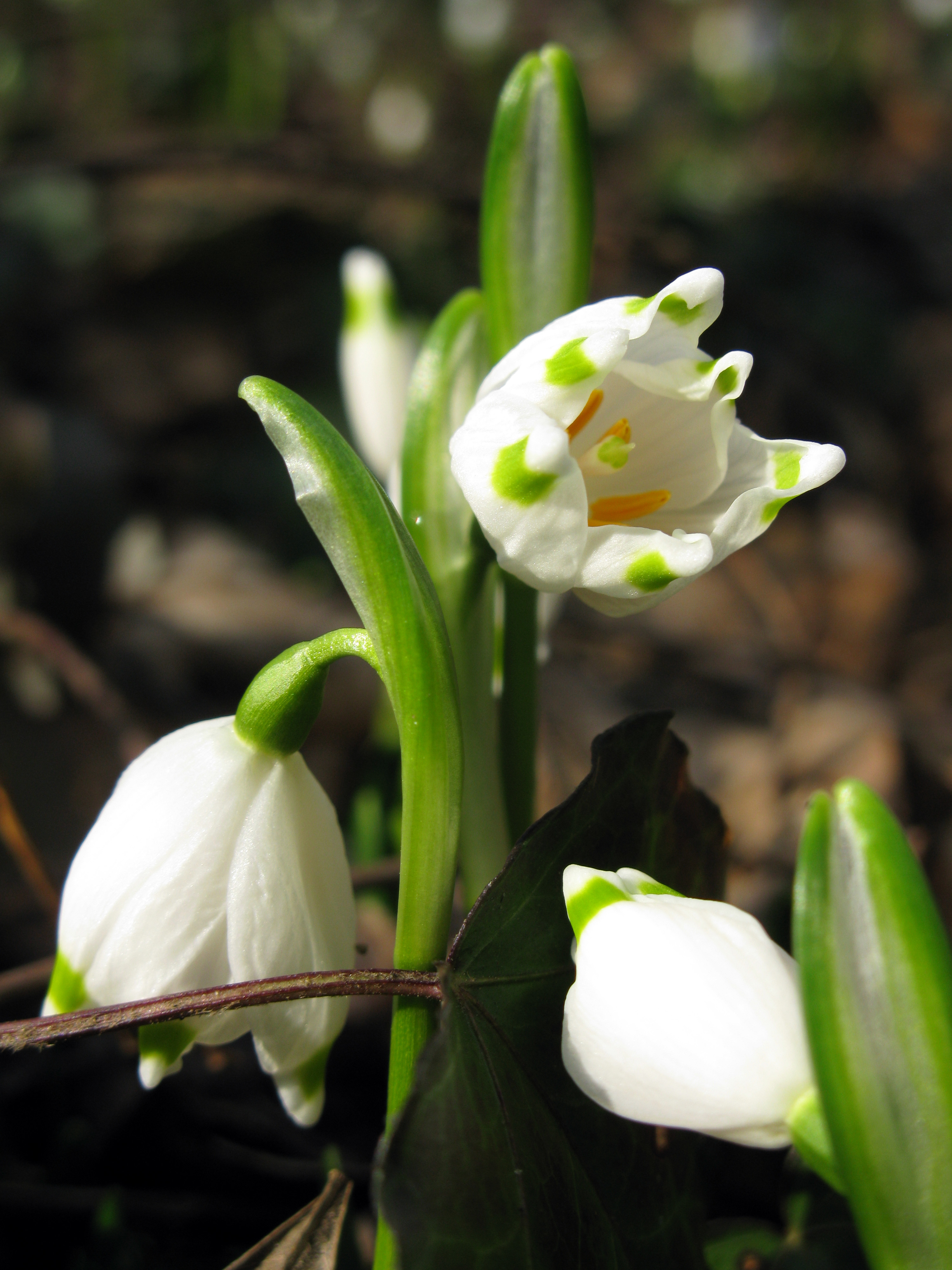
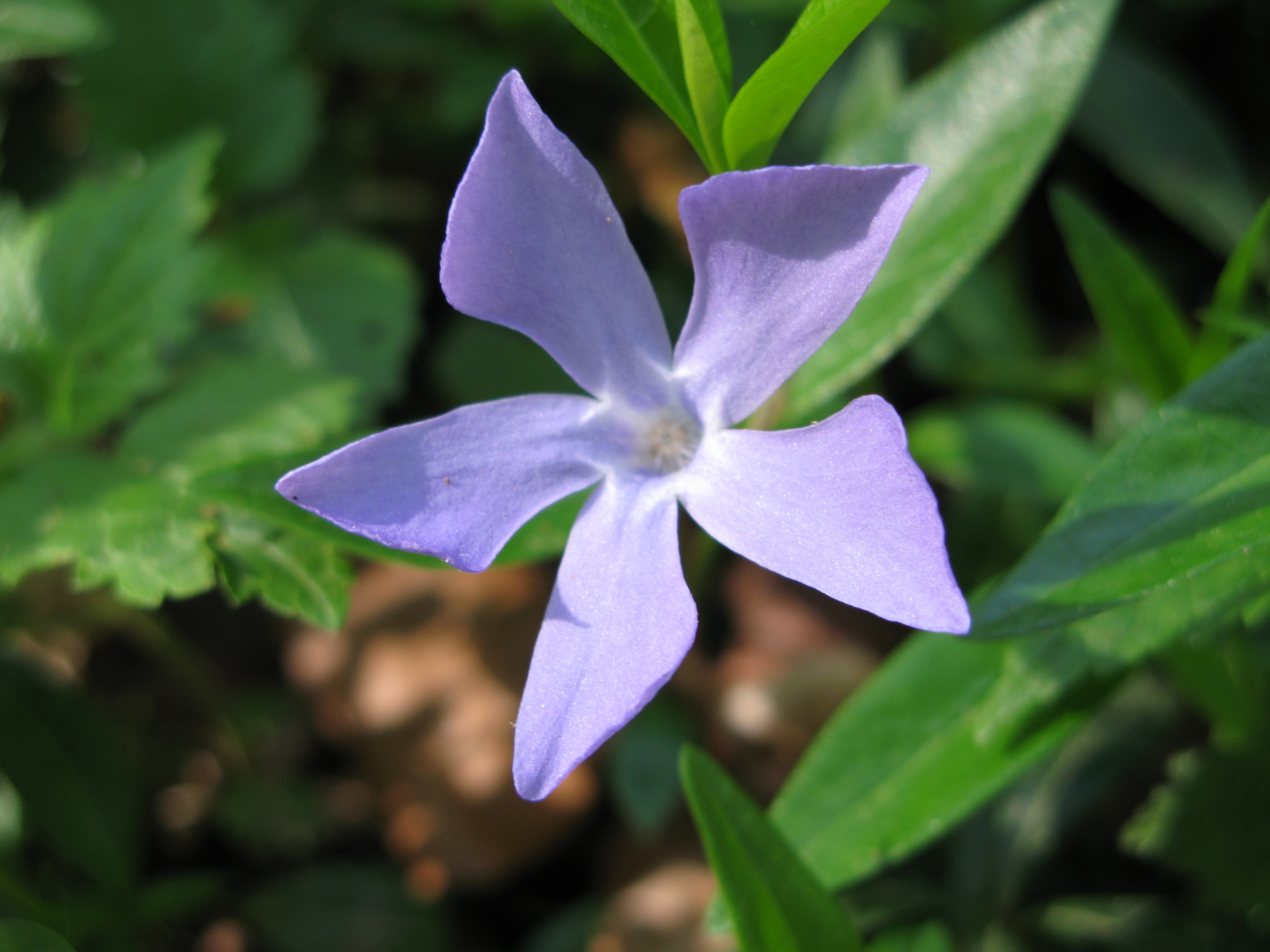
Kleines Immergrün
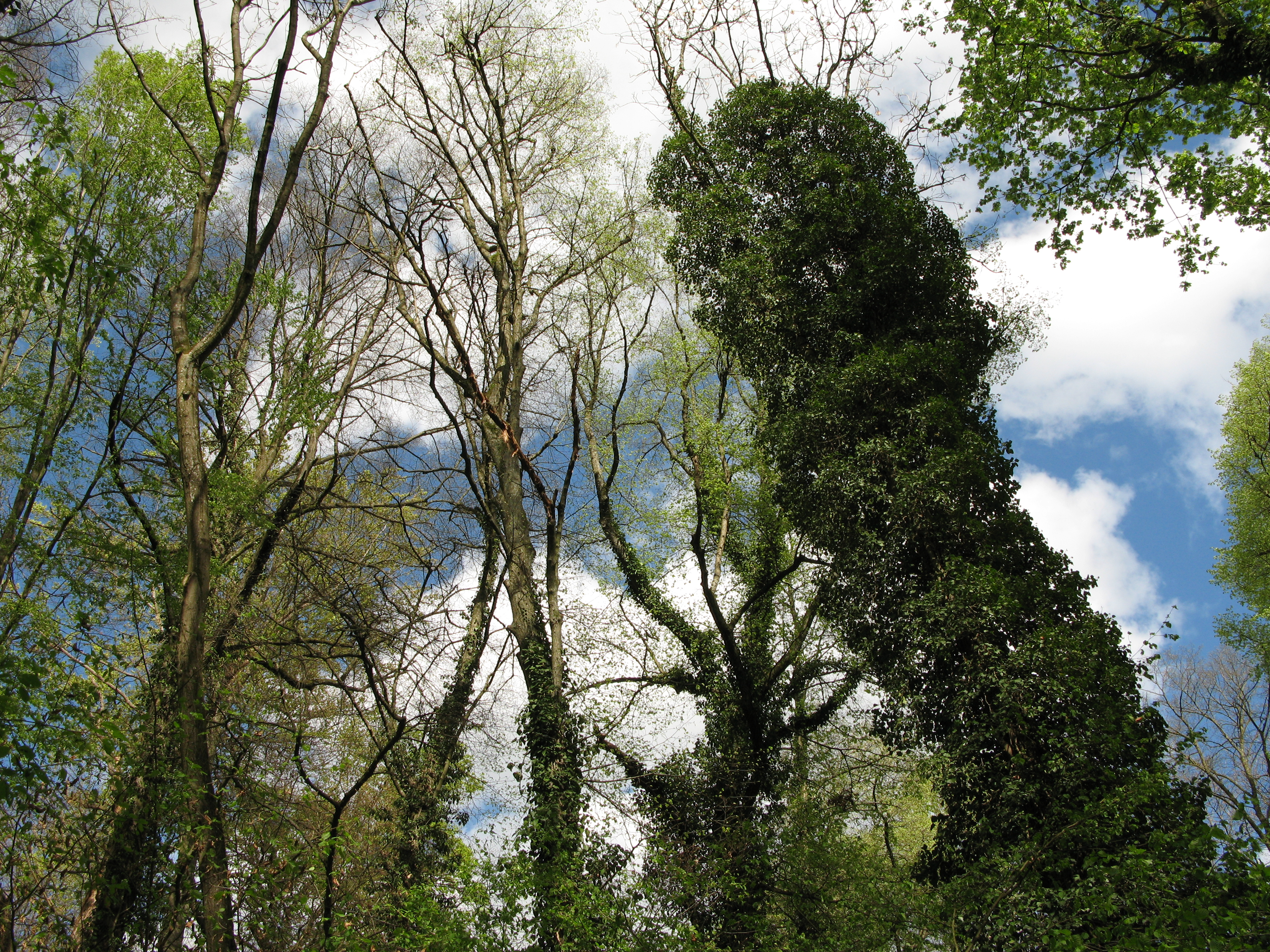

## Besuch
Ein kleiner, beschilderter Rundweg führt um den Honigbuck herum, dabei zweigen kleinere Pfade nach oben zum Hügel ab.